# Josef Gruss

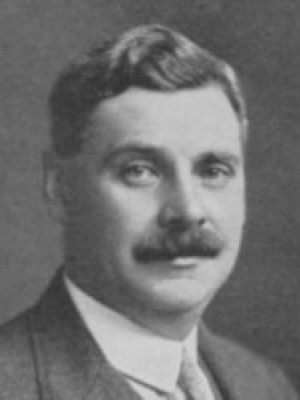
Gruss (vor 1925)

Josef Gruss (* 8. Juli 1884 in Prag; † 28. Mai 1968 ebenda) war ein böhmisch-tschechischer Tennisspieler, Fechter, Eishockeyspieler, Sportfunktionär und Arzt.

## Biografie
Gruss nahm 1908 am Tenniswettbewerb der Olympischen Sommerspiele in London teil, wo er unter dem Pseudonym Josef Mičkovský auftrat. Im Einzel verlor er in seiner Auftaktpartie gegen Ede Tóth durch eine Aufgabe im zweiten Satz. Anschließend konnte er auch nicht mehr im Doppel antreten. 1919 nahm er an den Interalliierten Spielen im Fechten teil. Auch bei den Olympischen Spielen 1920 war er im Team der Fechter, kam aber nicht zum Einsatz. Außerdem spielte Gruss Eishockey für den HC Slavia Prag und war auch dort als Funktionär tätig. Er war bedeutend für die Entwicklung des Eishockey in Tschechien beteiligt.
Nach seiner aktiven Karriere als Sportler nahm er verschiedene Rollen als Sportfunktionär an. Von 1929 bis 1951 war er Präsident des Český olympijský výbor, dem tschechischen Olympischen Komitee. Zeitgleich war er ab 1946 Mitglied des IOC, für das er bis 1965 diente und dort für die Veranstaltung eines Olympic Day verantwortlich war. Nach seinem Austritt 1965 blieb er bis zu seinem Tod 1968 Ehrenmitglied. 2010 wurde er in die Tschechische Eishockey-Ruhmeshalle aufgenommen.
Von Beruf war Gruss Gynäkologe. Von 1946 bis 1947 war er Vorsitzender der Tschechischen gynäkologischen und Geburtshelfer-Gesellschaft. Er arbeitete im Prager Krankenhaus Nemocnice Na Bulovce und war auch Professor an der Karls-Universität (1933).